# Caecidotea teresae
Caecidotea teresae är en kräftdjursart som beskrevs av Lewis 1982. Caecidotea teresae ingår i släktet Caecidotea och familjen sötvattensgråsuggor. Inga underarter finns listade i Catalogue of Life.